# Hesperocyon
A Hesperocyon a kutyafélék egy fosszilis neme, amely az eocén közepétől az oligocén elejéig (42,5-31 millió évvel ezelőtt, mintegy 11,5 millió évig) létezett Észak-Amerikában.

## Taxonómia
A Hesperocyon a legrégebbi kutyaféle, nem sokkal a medvefélék őseitől való elválás után jelent meg Észak-Amerikában. Mintegy 150 fosszilis példánya került eddig elő az Egyesült Államok középső részén (Montana, Colorado, Wyoming, Dél- és Észak-Dakota államokban) valamint Kanada Saskatchewan tartományában. Ő volt az őse a kutyafélék három alcsaládjának, a már kihalt Hesperocyoninae-nek és Borophaginae-nek, valamint a ma élő összes kutyafélét magába foglaló Caninae-nek.

## Rendszerezés
Két faja ismert:
- Hesperocyon coloradensis
- Hesperocyon gregarius - típusfaj

## Megjelenése

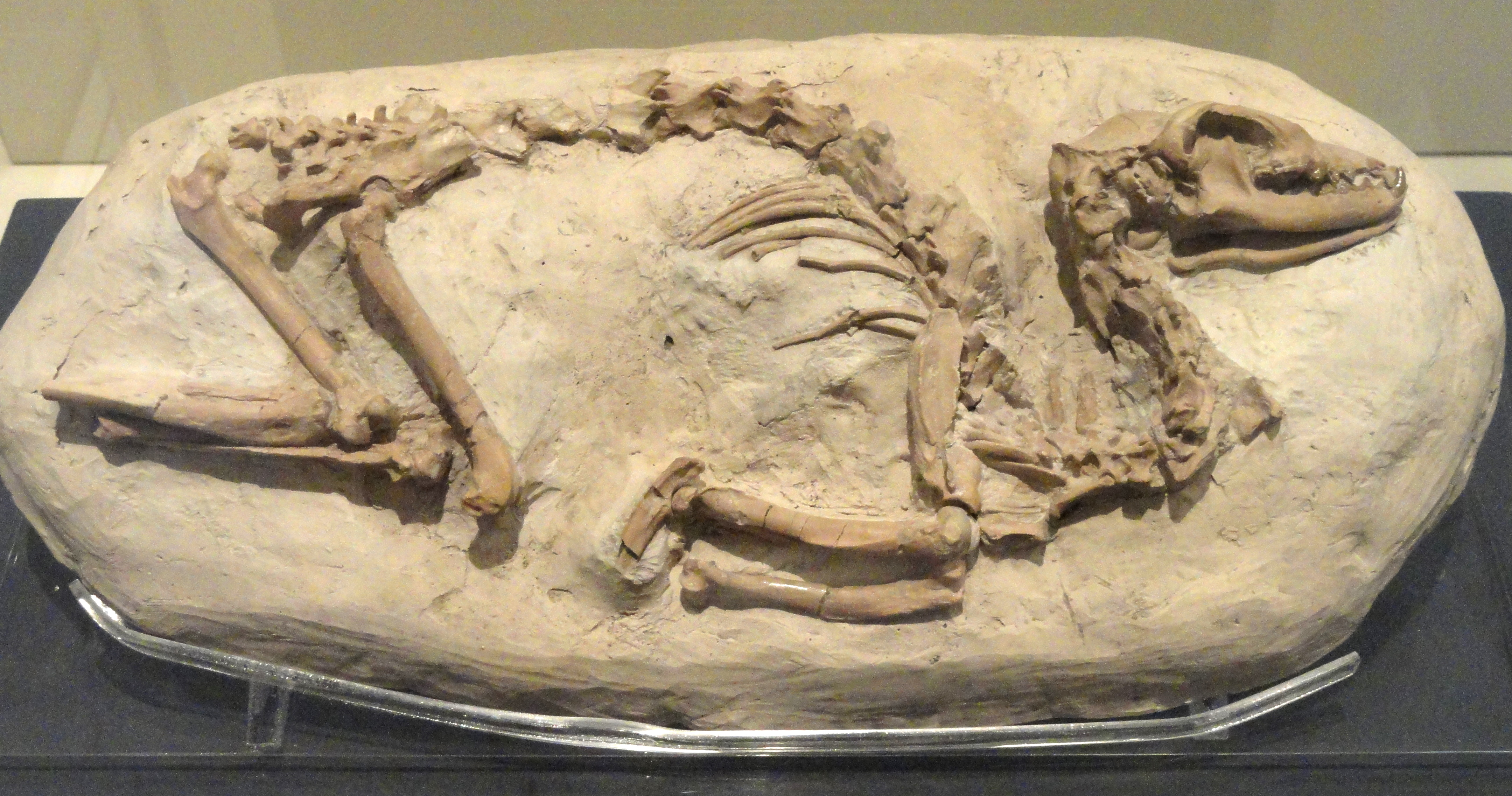
Hesperocyon gregarius csontváza

A Hesperocyon testalkata nem hasonlított a ma élő kutyafélékére, inkább mongúzra vagy cibetmacskára emlékeztetett. Teljes hossza 80 cm, becsült tömege 1,6-1,8 kg volt. Lábai rövidek, teste és farka hosszú és hajlékony. Fülcsontjai és fogazata azonban egyértelműen a kutyafélék közé sorolják. Állkapcsában 42 fog ült, hasonlóan a mai kutyákhoz. A feltételezések szerint az eocén korszak sűrű erdeinek volt a lakója és a mai rókákhoz hasonlóan inkább mindenevő, mint kizárólagos húsevő volt.

## Fordítás
- Ez a szócikk részben vagy egészben  a   Hesperocyon című angol Wikipédia-szócikk ezen változatának fordításán alapul.  Az eredeti cikk szerkesztőit annak laptörténete sorolja fel. Ez a jelzés csupán a megfogalmazás eredetét és a szerzői jogokat jelzi, nem szolgál a cikkben szereplő információk forrásmegjelöléseként.